# قلعة هنتنغتون
قلعة هنتنغتون (بالإنجليزية: Huntington Castle) وتعرف أيضاً بقلعة كلونغول (بالإنجليزية: Clonegal Castle) هي قلعة تقع في مقاطعة كارلو إحدى مقاطعات أيرلندا.

## نبذة تاريخية
المبنى في الأصل كان يستخدم لأغراض دفاعية أثناء فترة الاستعمار للمنطقة في بدايات القرن السابع عشر الميلادي. وقد شيّد المبنى كحامية عسكرية في عام 1625 لأجل اللورانس إزموندا، ولاحقاً أصبح البارون إزموندا. نظرا لأهمية قرية كلونغول الاستراتيجية أثناء الإستيلاء على أيرلندا من قبل الكرومويل وذلك بسبب موقعها ما بين دبلن و ويكسفورد. وقد تم الإستيلاء على القلعة من قبل أوليفر كرومويل كما انه قد نظم مسيرة إلى كيلكيني في عام 1650.